# Рашкув
Рашкув (пол. Raszków) — город в Польше, входит в Великопольское воеводство, Острувский повят. Имеет статус городско-сельской гмины. Занимает площадь 1,77 км². Население 2100 человек (на 2019 год).

## История
Рашкув впервые упоминается в 1367 году в качестве деревни. В 1444 году деревня получила статус города, а спустя 60 лет владельцы Рашкува Ян и Николай Рашкувские были вынуждены продать город, чтобы расплатиться с долгами. После второго раздела Речи Посполитой Рашкув отошёл к Пруссии и в 1848 году стал одним из очагов великопольского восстания, которое в истории города запомнилось сражением 26 апреля между повстанцами из числа местных жителей и прусской армией. В начале XX века в городе начали развиваться сельскохозяйственные предприятия и мелкая промышленность.